# Ait Mazigh

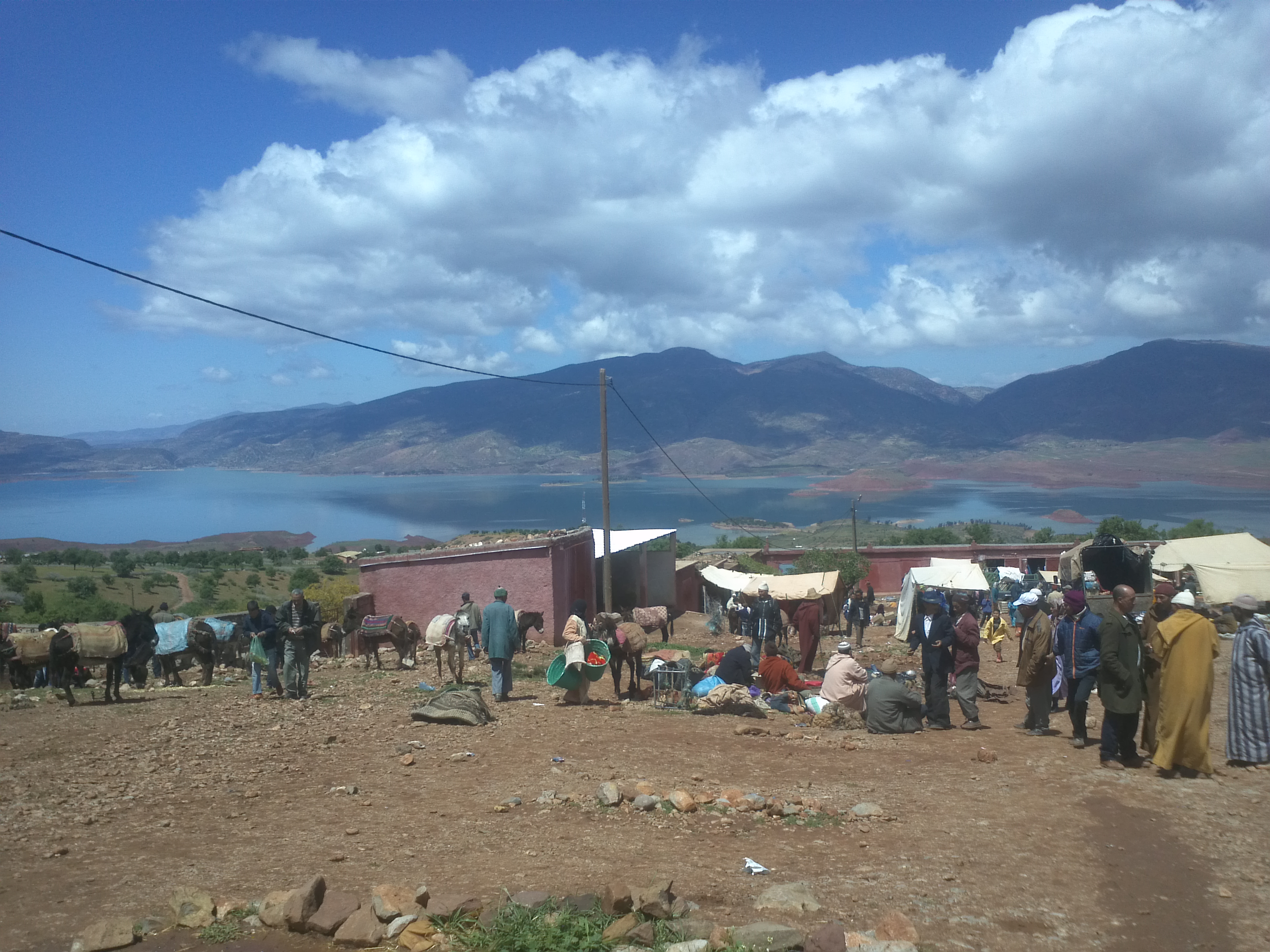
Ait Mazigh.

Ait Mazigh (franska: Ait Mazigh (CR), Ait Mazigh (Commune Rurale), arabiska: افورار) är en kommun i Marocko.   Den ligger i provinsen Azilal och regionen Béni Mellal-Khénifra, i den nordöstra delen av landet, 230 km söder om huvudstaden Rabat. Antalet invånare är 3 185.